# Мамонтов, Константин Константинович
Константи́н Константи́нович Мама́нтов (Ма́монтов; 16 октября 1869, Санкт-Петербург, Санкт-Петербургская губерния, Российская империя — 1 февраля 1920, Екатеринодар, РСФСР) — военачальник Русской императорской армии и Донской армии Всевеликого войска Донского и Вооружённых сил Юга России (ВСЮР), генерал-лейтенант Белой армии (1919).

## Биография
Родился 16 октября 1869 года. Приписной и почётный казак станиц Усть-Хопёрской и Нижне-Чирской.
На военной службе с 1888 года. Окончил Николаевское кавалерийское училище (1890). Первое образование получил в кадетском корпусе; в 1890 году из взводных портупей-юнкеров Николаевского кавалерийского училища выпущен корнетом в лейб-гвардии Конно-гренадерский полк; через три года перевёлся в 11-й Драгунский Харьковский Её Императорского Высочества Великой Княгини Александры Петровны полк, но вскоре отчислен в запас армейской кавалерии; в 1899 году по особому ходатайству принят в штат офицеров Войска Донского и командирован на службу в 3-й Донской казачий полк.
В 1904 году есаул Мамантов ушёл добровольцем на Японский фронт и провёл войну в рядах 1-го Читинского Забайкальского казачьего полка в составе Отдельной Забайкальской казачьей бригады генерала П. И. Мищенко. В чине войскового старшины возвратился в Донское Войско на должность помощника командира 1-го Донского казачьего полка.
В 1914 году вышел на фронт Первой мировой войны во главе 19-го Донского казачьего полка, через год получил первоочередной 6-й Донской казачий полк, а после производства в чин генерал-майора принял от генерала И. Д. Попова бригаду в 6-й Донской казачьей дивизии.

### Гражданская война

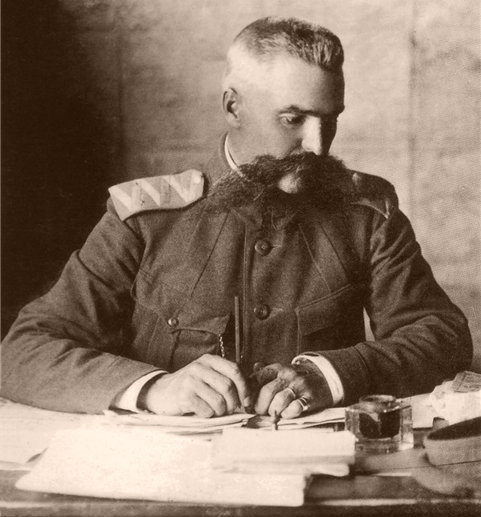
Генерал-майор К. К. Мамантов — командующий восточным (Царицын) направлением Донских армий.
Фото 1918 года.

После революции 1917 года и развала фронта генерал Мамантов возвратился с бригадой на Дон и квартировал в станице Нижне-Чирской, где в январе 1918 года сформировал партизанский отряд и пробился с ним между большевиками в Новочеркасск. 12 февраля он вышел в Степной поход начальником группы партизанских отрядов  и неоднократно брал верх над нарождающимися отрядами красной конницы Будённого и Думенко.
4 апреля того же года генерал Мамантов выступил со своим отрядом на помощь восставшим против большевиков станицам Второго Донского округа, и тогда станица Нижне-Чирская провозгласила его своим почётным казаком. Остальные месяцы 1918 года он командовал сборными станичными полками и дружинами на Царицынском направлении.
После образования ВСЮР и переформирования Донской армии с 23 февраля 1919 года — командующий 1-й Донской армией. Затем командир 2-го сводного казачьего корпуса. В июле 1919 года назначен командиром 4-го Донского конного корпуса.

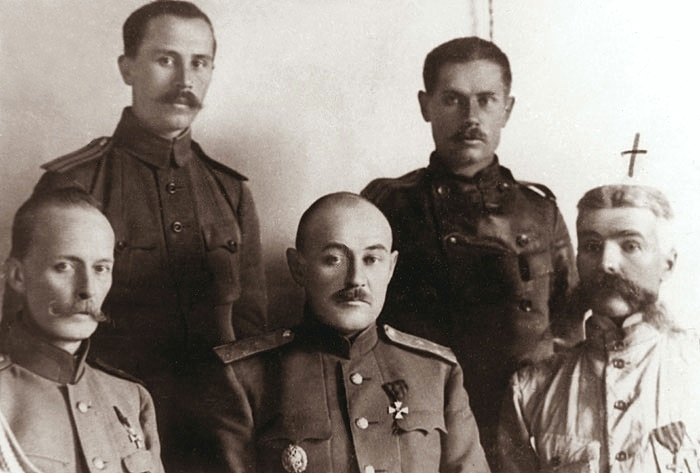
Командование (второй состав) Донской армии (февраль 1919).
Сидят слева направо: начальник штаба Донской армии генерал-лейтенант А. К. Кельчевский, командующий Донской армией генерал-лейтенант В. И. Сидорин, командующий Восточным фронтом, а затем 4-м Донским корпусом, генерал-лейтенант К. К. Мамантов (после его смерти в феврале 1920 года, владелец фотографии нарисовал над его головой крест).
Стоят слева направо: первый генерал-квартирмейстер штаба Донской армии полковник Г. Я. Кислов, начальник оперативного отделения генерального штаба полковник В. В. Добрынин

C 10 августа по 19 сентября под его командованием 4-й Донской корпус Донской армии Вооружённых сил Юга России осуществил успешный рейд по тылам красного Южного фронта в период похода ВСЮР на Москву.
Осенью 1919 года генерал-лейтенант Мамантов получил назначение на пост командующего конной группы, в состав которой входили 4-й конный корпус Мамантова, остатки 3-го конного корпуса Шкуро и сводная кавалерийская дивизия.
В декабре 1919 года, в связи с продолжительными неудачами Добровольческой армии под командованием генерала Май-Маевского, командование армией, в том числе группой генерала Мамантова, было передано в распоряжение командующего Кавказской армией барона Врангеля. Последний нашёл нужным отобрать командование группой от генерала Мамантова за «преступное бездействие» во время прорыва красных в районе Купянска, оставив его командиром 4-го конного корпуса и подчинив младшему по службе генералу Улагаю. Обиженный назначением генерала Улагая, Мамантов 7 декабря 1919 года, когда генерал Улагай фактически ещё не вступил в командование группой, бросил свой корпус и всю группу и уехал на станцию Лиман. Отъезд его произвёл крайне неблагоприятное впечатление на донцов и остальные части, что привело к отступлению белых. 9 декабря 1919 года генерал Мамантов телеграфировал:
| Командарму Донской, Донскому атаману, Председателю Войскового Круга, копии генералу Деникину и ген. Врангелю. Доколе ген. Романовский и ген. Врангель будут распоряжаться Донцами как пешками, я не считаю возможным занимать ответственные должности под их командованием. Полагаю, что насильное принуждение меня остаться в должности командира корпуса при создавшихся взаимоотношениях не принесёт пользы, а посему, дабы не вредить делу, прошу меня и моего начальника штаба, разделяющего мой взгляд, освободить от должностей и назначить на любую должность, начиная с рядового казака» |

Донской атаман А. П. Богаевский и командующий Донской армией генерал-лейтенант Сидорин В. И. его поддержали, но потребовался недельный обмен телеграммами, прежде чем генерал Деникин пошёл на уступки. Наконец, Донские части, входившие в конную группу, были изъяты из рядов Добровольческой армии и возвращены под команду оскорблённого генерала Мамантова, который после этого нанёс ряд поражений коннице Будённого.
Я считал Мамантова наиболее способным кавалерийским командиром из всех командиров конных корпусов армий Краснова и Деникина. Его решения в большинстве своём были грамотные и дерзкие. При действии против нашей пехоты он, умело используя подвижность своей конницы, добивался значительных успехов.
В начале января 1920 года генерал Мамантов выехал в Екатеринодар для участия в заседаниях Верховного Круга Дона, Кубани и Терека, где его встретили восторженными овациями. Круг готов был, устранив Деникина и Врангеля, передать ему главнокомандование всеми казачьими армиями. Это могло поправить дела на фронтах, так как генерал Мамантов пользовался у казаков огромным авторитетом и смог бы укрепить утраченный в неудачах дух бойцов. Но он заболел тифом и должен был оставаться в госпитале.
Благополучный кризис наступил после долгой и тяжёлой болезни. К генералу начали возвращаться силы и консилиум врачей решил, что через два-три дня он мог бы выехать в батумское имение жены. Поэтому его неожиданная смерть поразила всех и вызвала подозрение, что тут действовала злая воля каких-то казачьих врагов, может быть, даже соперников по командованию. Проверить эти подозрения тщательным следствием никто не пытался, хотя профессор Сиротинин, освидетельствовавший его незадолго перед смертью, тоже предполагал отравление.
Генерал Мамантов умер в полдень 1 февраля 1920 года. Погребён в усыпальнице Екатеринодарского собора св. Екатерины в Екатеринодаре.
Тайна смерти Мамантова, возможно, отчасти приоткрылась после заявлений его жены Е. В. Мамантовой, опубликованных в журнале «Родимый Край» № 52 (май-июнь 1964 года). Она категорически утверждала, что её муж был отравлен и что яд был вспрыснут ему под кожу в её присутствии, несмотря на её сопротивление, в ночь на 31 января одним из фельдшеров, который тотчас же скрылся из госпиталя. До сих пор остаётся невыясненным, было ли это действительно так, а если было, то кто руководил действиями тайного агента, белые ли враги генерала или красные.
Во время борьбы против большевиков генерал Мамантов считался одним из лучших руководителей Донской армии. Многие его достоинства, так же как и его популярность среди казаков, а также большое значение его рейда по тылам признавали и его враги. Подобной славой и преклонением у множества простых казаков пользовались лишь немногие генералы, среди них А. М. Каледин, А. К. Гусельщиков, П. Н. Краснов, А. Г. Шкуро, С. В. Павлов.
Имя Мамантова носил лёгкий бронепоезд Донской армии — бронепоезд «Генерал Мамантов».

## Награды
- Орден Святой Анны 4-й степени с надписью «За храбрость» (1904)
- Орден Святого Станислава 3-й степени с мечами и бантом (1904)
- Орден Святой Анны 3-й степени с мечами и бантом (1906)
- Орден Святого Станислава 2-й степени с мечами (1906)
- Орден Святой Анны 2-й степени (ВП 06.05.1912)
- Орден Святого Владимира 3-й степени с мечами (ВП 29.03.1915)
- Орден Святого Владимира 4-й степени с мечами и бантом (ВП 08.07.1915)
- Высочайшее благоволение (ВП 10.10.1915; за отличия в делах…)
- Крест «За Степной поход» на Георгиевской ленте (26.04.1918)

## Киновоплощение
- 1942 — «Борис Дмоховский»

### Комментарии
1. ↑  Настоящая фамилия генерала — Мамантов (с ударением на втором слоге), именно так она писалась в приказах и послужных списках. Сознательно исказил настоящую фамилию Л. Д. Троцкий, впервые назвавший генерала Мамонтовым. Впоследствии под этой фамилией он поминался в трудах советских историков. ... Род Мамантовых был известен с XV века[1]

### Сноски
1. ↑  Грищенко А. Н., Лазарев А. В. Константин Константинович Мамантов // Вопросы истории : журнал. — 2012. — № 1. — С. 47−66. Архивировано 15 августа 2022 года.
2. ↑  Erik-C. Landis. A Civil War Episode: General Mamontov in Tambov, August 1919 (англ.) // The Carl Beck Papers in Russian and East European Studies. — 2002. — Vol. 0, iss. 1601. — P. 39. — ISSN 2163-839X. — doi:10.5195/cbp.2002.118. Архивировано 4 мая 2018 года.
3. 1 2  Врангель П.Н. ВОЕННАЯ ЛИТЕРАТУРА --[ Мемуары ]-- Врангель П.Н. Записки. Архивировано из оригинала 12 ноября 2018 года.
4. ↑  Шишков Л. 4-й гусарский Мариуопольский императрицы Елисаветы Петровны полк. Участие в Гражданской войне. // Возрожденные полки русской армии в Белой борьбе на Юге России. — 2002. — С. 74.
5. ↑  09.12.201.9 № 01373 «Трагедия Казачества», часть III[уточнить]
6. ↑  Литвинов Н., Литвинова А. Отнятая победа и имя: казачий генерал Константин Мамантов Архивная копия от 4 апреля 2014 на Wayback Machine // Литературная Россия. 13.09.2013
7. ↑  «Трагедия Казачества» т. III и журнал «Родимый Край» № 24.28[уточнить]